# Монаков, Юрий Борисович
Ю́рий Бори́сович Мона́ков (7 августа 1942, Ташкент — 3 января 2011 Уфа) — российский советский химик, академик РАН (1997), доктор химических наук, профессор, специалист в области химии и физико-химии высокомолекулярных соединений. 

## Биография
Родился в Ташкенте 7 августа 1942 года, окончил Ташкентский текстильный институт по кафедре химической технологии высокомолекулярных соединений (1965), с 1968 года работал в Институте органической химии Уфимского научного центра РАН. С 1973 года был руководителем лаборатории стереорегулярных полимеров ИОХ УНЦ РАН, научным руководителем отдела высокомолекулярных соединений. В период 2000—2007 годах являлся заведующим кафедрой физической химии и химической экологии БашГУ (ныне Уфимский университет науки и технологий).  С 2007 года был профессором-консультантом БашГУ (ныне Уфимский университет науки и технологий).
Участвовал в работе Диссертационных советов при ИОХ УНЦ РАН, БашГУ  (ныне Уфимский университет науки и технологий), ВГТУ, Учёного совета ИОХ УНЦ РАН, Президиума УНЦ РАН, Бюро научных советов по катализу и высокомолекулярным соединениям Отделения химии и наук о материалах РАН, работал в редколлегиях журналов «Polymer Research Journal», «Высокомолекулярные соединения» (РАН), «Вестник Академии наук Республики Башкортостан», «Вестник Башкирского государственного университета», «Известия ВУЗов. Химия и химическая технология». Читал лекции в БашГУ (ныне Уфимский университет науки и технологий) и БГПУ.
Сфера научных интересов:
- Высокомолекулярные соединения
- Физическая химия
- Металлокомплексный катализ
- Функционализация полимеров
- Синтез важных продуктов для медицины и ветеринарии.

## Награды и звания
- Медаль «В ознаменование 100-летия со дня рождения Владимира Ильича Ленина», 1970 год
- Орден Дружбы народов, 1986 год
- Заслуженный деятель республики Башкортостан, 1995 год
- Медали и дипломы ВДНХ СССР
- Лауреат премии им. С. В. Лебедева РАН, 1992 год
- Лауреат премии Правительства Российской Федерации в области науки и техники, 2004 год[1]

## Монографии
- «Введение в физико-химию растворов полимеров.» М., 1978.
- «Каталитическая полимеризация 1,3-диенов.» М., 1990.